# La Chapelle-Gonaguet

La Chapelle-Gonaguet este o comună în departamentul Dordogne din sud-vestul Franței. În 2009 avea o populație de 1.070 de locuitori.

## Evoluția populației
| An        | 1975 | 1982 | 1990 | 1999 | 2006  | 2009  |
| --------- | ---- | ---- | ---- | ---- | ----- | ----- |
| Populație | 331  | 421  | 703  | 863  | 1.004 | 1.070 |